# Can’t Stop the Feeling!
«Can’t Stop the Feeling!» — сингл американского певца Джастина Тимберлейка из саундтрека музыкального анимационного кинофильма «Тролли» (вышедшего в 2016 году). Сингл вышел 6 мая 2016 года и сразу возглавил американский чарт «Billboard Hot 100», став пятым для Тимберлейка лидером хит-парад США. 14 мая 2016 года прошла мировая премьера песни в финале конкурса Евровидение 2016 (Стокгольм, Швеция).
К октябрю 2016 года тираж превысил 2,16 млн загрузок в США, став бестселлером года.
Песня получила несколько наград и номинаций. Она была номинирована на Премию «Оскар» за лучшую песню к фильму на 89-й ежегодной церемонии, где Тимберлейк открыл своим хитом всю церемонию первым номером. Песня выиграла Грэмми в категории лучшая песня, написанная для визуальных медиа и была номинирована на Золотой глобус в категории За лучшую песню и на премию Critics' Choice Award за лучшую песню.

## История
«Can’t Stop the Feeling!» сочетает стили фанк и диско. Журнал Entertainment Weekly описывает песню как «funky mix of disco and pop».
Авторами песни и продюсерами выступили Тимберлейк, Макс Мартин и Shellback.
Сингл получил положительные отзывы музыкальной критики и интернет-изданий, например, таких, как Billboard, Rolling Stone, Fuse, USA Today, The New York Times, Music Times, CNN Entertainment, AXS.

## Награды и номинации
«Can’t Stop the Feeling!» выиграло премию в категории Премия «Грэмми» за лучшую песню, написанную для визуальных медиа. Тимберлейк получил номинацию Hollywood Song Award за песню «Can’t Stop the Feeling!» на церемонии 2016 Hollywood Film Awards и выиграл награду в категории Best Song Written for an Animated Film на церемонии 2016 Hollywood Music in Media Awards. Также была номинация в категориях Academy Award for Best Original Song, Golden Globe Award for Best Original Song, Critics' Choice Award за лучшую песню, Satellite Award for Best Original Song и на премию Guild of Music Supervisors Awards в категории Best Song/Recording Created for a Film.
«Can’t Stop the Feeling!» выиграла награду в категории Song of the Year на церемонии 2017 iHeartRadio Music Awards в категории Favorite Song на церемонии 43rd People’s Choice Awards. На первой была также номинация в категории Best Song from a Movie. На церемонии 2016 Teen Choice Awards были номинации в категориях Choice Summer Song, Choice Party Song и Choice Song from a Movie or TV Show. Песня получила номинации на премию 2016 MTV Video Music Awards (в категории Song of the Summer), в категории International Song of the Year на церемонии 2016 NRJ Music Awards и как Favorite Song на церемонии 2017 Kids' Choice Awards. На церемонии 2016 BBC Music Awards песня была включена в шортлист в категории Song of the Year nominee. Среди других международных наград, песня была номинирована на австралийскую APRA Music Awards в категории International Work of the Year, на венгерскую премию Hungarian Music Awards в категории Modern Pop-Rock Album/Record of the Year и на Мексиканскую Telehit Awardsв категории Song of the Year. «Can’t Stop The Feeling» также была номинирована на премию 2017 Radio Disney Music Awards в категориях Song of the Year и Song to Dance to и на премию 2017 MTV Movie & TV Awards в категории Best Musical Moment.
На церемонии 2017 Billboard Music Awards песня выиграла в категориях Top Selling Song и Top Radio Song, а также была номинирована в категории Top Hot 100 Song. Общество American Society of Composers, Authors and Publishers (ASCAP) признало песню одной из лучших в 2016 году.

### Грэмми
Вместо сольной версии Тимберлейка на премию Грэмми была выдвинута киноверсия хита.

## Живые выступления
9 мая 2016 года было анонсировано выступление Тимберлейка в финале конкурса Евровидение 2016, что и произошло в Стокгольме (Швеция) 14 мая 2016 года, когда певец исполнил две песни: «Rock Your Body» и «Can’t Stop the Feeling!».

## Музыкальное видео
Официальное музыкальное видео для сингла «Can’t Stop the Feeling!» впервые вышло 16 мая 2016 года. Видео было поставлено американским режиссёром Марком Романеком. Первое видео, названное «First Listen» и снятое при участии актёров и членов команды студии DreamWorks Animation, работавших над анимационным фильмом Тролли, было сделано с участием актрисы Анны Кендрик, британского киноактёра и сценариста Джеймса Кордена, шведского поп-дуэта Icona Pop, певицы Гвен Стефани, стендап-актёра Рона Фанчеса и британско-индусского актёра Кунал Найяра.
Видео было номинировано на премию Best Male Video International на церемонии 2016 MTV Video Music Awards Japan, в категории Best Music Video на церемонии 2017 iHeartRadio Music Awards, и в категории Favorite Music Video на церемонии 2017 Nickelodeon Kids' Choice Awards.

## Чарты
«Can’t Stop the Feeling!» стал пятым для Тимберлейка синглом № 1 в американском хит-параде «Billboard Hot 100».
Сингл стал 26-м в истории, сразу дебютировавшим на позиции № 1 в основном чарте Billboard Hot 100 (1055-й чарттоппер) в неделю, начинающуюся 28 мая 2016 года. А в цифровом чарте Digital Songs было сделано 379,000 цифровых продаж (где стал шестым чарттоппером для Тимберлейка) в первую неделю продаж (на конец 12 мая) по данным Nielsen Music.
Ранее Тимберлейк был на позиции № 1 в США с синглами: «SexyBack» (7 недель № 1, 2006), «My Love» при участии T.I. (3 недели, 2006) и «What Goes Around…Comes Around» (1 неделя, 2007), все с его альбома FutureSex/LoveSounds, и на сингле Timbaland «Give It to Me» с участием Nelly Furtado и Тимберлейка (2 недели № 1, 2007). Кроме того, Тимберлейк (до начала его сольной карьеры в 2002 году) вместе с группой *NSYNC имел ещё один хит № 1 в Hot 100, который они возглавляли 2 недели в июле-августе 2000 года с синглом «It's Gonna Be Me». Итого у Джастина теперь 17 сольных синглов в top-10 (и ещё 6 синглов в десятке лучших с группой *NSYNC). После предыдущего чарттоппера («Give It to Me», 28 апреля 2007) прошло 9 лет и 1 месяц. Это самый большой перерыв между синглами-лидерами чарта впервые после Кристины Агилеры (как бывшего члена The Mickey Mouse Club), у которой прошло 10 лет, 2 месяца и 1 неделя между её «Lady Marmalade» (вместе с Lil' Kim, Mya и P!nk) в 2001 году и её участию в хите «Moves Like Jagger» группы Maroon 5 в 2011 году. Среди мужчин-певцов Тимберлейк теперь имеет самый большой перерыв между синглами-лидерами чарта впервые после Dr. Dre, у которого прошло 12 лет, 2 месяца и 3 недели между «No Diggity» (группы Blackstreet при участии Dr. Dre) и «Crack a Bottle» в его совместной работа с рэперами Эминемом и 50 Cent.
| Чарт (2016)                                          | Высшая позиция |
| ---------------------------------------------------- | -------------- |
| Аргентина (Monitor Latino)                           | 1              |
| Австралия (ARIA)                                     | 3              |
| Австрия (Ö3 Austria Top 40)                          | 2              |
| Белоруссия (Unistar Radio Top 20)                    | 1              |
| Бразилия (Hot 100 Brasil)                            | 1              |
| Бельгия/Фландрия (Ultratop 50)                       | 1              |
| Бельгия/Валлония (Ultratop 50)                       | 1              |
| Канада (Billboard Canadian Hot 100)                  | 1              |
| Канада (Billboard CHR/Top 40)                        | 1              |
| Канада (Billboard Hot AC)                            | 1              |
| СНГ (TopHit Airplay)                                 | 1              |
| Чехия (Rádio — Top 100)                              | 1              |
| Чехия (Singles Digitál Top 100)                      | 1              |
| Дания (Tracklisten)                                  | 2              |
| Дания (Tracklisten Airplay)                          | 1              |
| Европа (Billboard Euro Digital Song Sales)           | 1              |
| Финляндия (Suomen virallinen lista)                  | 15             |
| Франция (SNEP)                                       | 1              |
| Германия (GfK)                                       | 1              |
| Germany (Airplay Chart)                              | 1              |
| Greece Digital Songs (Billboard)                     | 2              |
| Венгрия (Rádiós Top 40)                              | 1              |
| Венгрия (Single Top 40)                              | 2              |
| Исландия (RÚV)                                       | 1              |
| Ирландия (IRMA)                                      | 3              |
| Израиль (Media Forest)                               | 1              |
| Италия (FIMI)                                        | 7              |
| Япония (Billboard Japan Hot 100)                     | 19             |
| Латвия (Latvijas Top 40)                             | 2              |
| Lebanon (Lebanese Top 20)                            | 3              |
| Люксембург (Billboard Luxembourg Digital Song Sales) | 8              |
| Мексика (Monitor Latino)                             | 1              |
| Mexico Ingles Airplay (Billboard)                    | 1              |
| Нидерланды (Dutch Top 40)                            | 1              |
| Нидерланды (Single Top 100)                          | 2              |
| Новая Зеландия (Recorded Music NZ)                   | 2              |
| Норвегия (VG-lista)                                  | 4              |
| Philippines (Philippine Hot 100)                     | 30             |
| Польша (Polish Airplay Top 100)                      | 2              |
| Португалия (AFP)                                     | 5              |
| Россия Russia Airplay (Tophit)                       | 1              |
| Шотландия (OCC Scotland)                             | 1              |
| Словакия (Rádio — Top 100)                           | 1              |
| Словакия (Singles Digitál Top 100)                   | 1              |
| Словения (SloTop50)                                  | 1              |
| ЮАР (EMA)                                            | 1              |
| Испания (PROMUSICAE)                                 | 3              |
| Швеция (Sverigetopplistan)                           | 1              |
| Швейцария (Schweizer Hitparade)                      | 1              |
| Великобритания (OCC UK Singles)                      | 2              |
| США (Billboard Hot 100)                              | 1              |
| США (Billboard Adult Contemporary)                   | 1              |
| США (Billboard Adult Pop Airplay)                    | 1              |
| США (Billboard Dance/Mix Show Airplay)               | 5              |
| США (Billboard Dance Club Songs)                     | 1              |
| США (Billboard Pop Airplay)                          | 1              |
| США (Billboard Rhythmic)                             | 5              |
| Венесуэла (Venezuela English, Record Report)         | 1              |
| Венесуэла (Venezuela Pop, Record Report)             | 82             |

| Чарт (2016)                          | Позиция |
| ------------------------------------ | ------- |
| Australia (ARIA)                     | 7       |
| Austria (Ö3 Austria Top 40)          | 8       |
| Belgium (Ultratop Flanders)          | 1       |
| Belgium (Ultratop Wallonia)          | 7       |
| Canada (Canadian Hot 100)            | 14      |
| Denmark (Tracklisten)                | 6       |
| France                               | 4       |
| Germany (Official German Charts)     | 10      |
| Hungary (MAHASZ)                     | 5       |
| Israel (Media Forest)                | 3       |
| Italy (FIMI)                         | 19      |
| Japan (Japan Hot 100)                | 98      |
| Netherlands (Single Top 100)         | 9       |
| New Zealand (Recorded Music NZ)      | 15      |
| Poland (ZPAV)                        | 17      |
| Russia (Tophit)                      | 40      |
| Slovenia (SloTop50)                  | 5       |
| Sweden (Sverigetopplistan)           | 4       |
| Switzerland (Schweizer Hitparade)    | 12      |
| Ukraine (Tophit)                     | 77      |
| UK Singles (Official Charts Company) | 10      |
| US Billboard Hot 100                 | 9       |
| US Adult Contemporary (Billboard)    | 8       |
| US Adult Top 40 (Billboard)          | 1       |
| US Dance Club Songs (Billboard)      | 9       |
| US Mainstream Top 40 (Billboard)     | 10      |
| US Radio Songs (Billboard)           | 5       |

## Сертификации
| Регион | Сертификация   | Продажи   |
| --- | -------------- | --------- |
| Австралия (ARIA) | 11× Платиновый | 770 000   |
| Австрия (IFPI Austria) | Платиновый     | 30 000    |
| Бельгия (BEA) | 4× Платиновый  | 80 000    |
| Канада (Music Canada) | Бриллиантовый  | 800 000   |
| Дания (IFPI Danmark) | 4× Платиновый  | 360 000   |
| Франция (SNEP) | Бриллиантовый  | 233 333   |
| Германия (BVMI) | Бриллиантовый  | 1 000 000 |
| Италия (FIMI) | 5× Платиновый  | 250 000   |
| Мексика (AMPROFON) | 4× Платиновый  | 240 000   |
| Новая Зеландия (RMNZ) | 2× Платиновый  | 30 000*   |
| Польша (ZPAV) | Бриллиантовый  | 100 000   |
| Португалия (AFP) | Платиновый     | 10 000    |
| Республика Корея (Gaon) | —              | 222,229   |
| Испания (PROMUSICAE) | 3× Платиновый  | 120 000   |
| Швеция (GLF) | 8× Платиновый  | 320 000   |
| Швейцария (IFPI Switzerland) | 2× Платиновый  | 60 000    |
| Великобритания (BPI) | 5× Платиновый  | 3 000 000 |
| США (RIAA) | 4× Платиновый  | 3,280,000 |
| * Данные о продажах приведены только на основе сертификации. · Данные о продажах + прослушиваниях приведены только на основе сертификации. |                |           |